# Latarnia morska Berry Head
Latarnia morska Berry Head – latarnia morska położona na skalistym przylądku Berry Head. Oddalona jest około 3 kilometrów na wschód od Brixham w Devon. Latarnia znajduje się na terenie Berry Head National Nature Reserve.
W 1793 roku na przylądku zbudowano fortyfikacje, które w 1803 roku zostały wzmocnione poprzez kamienną obudowę, wówczas także zamontowano działa. Fortyfikacje  opuszczono w 1820 roku.
Latarnię wybudowano w 1906 roku obok posterunku straży granicznej. W 1921 została przerobiona na acetylenową i zautomatyzowana, a w 1994 na elektryczną. Jest najmniejszą z latarni morskich na Wyspach Brytyjskich. Jej całkowita wysokość to tylko 5 metrów, kompensuje ją jednak położenie na 58 metrowym klifie. Początkowo latarnia była obracana przez obciążnik opadający w wydrążonej w skale 45-metrowej studni, mechanizm ten zastąpiono silnikiem elektrycznym.
Zasięg światła wynosi 19 Mm.
Obecnie stacja jest monitorowana z Trinity House Operations & Planning Centre w Harwich.